# 21363 Jotwani
21363 Jotwani este un asteroid din centura principală de asteroizi.

## Descriere
21363 Jotwani este un asteroid din centura principală de asteroizi. A fost descoperit pe 30 aprilie 1997 la Socorro, New Mexico, în cadrul proiectului LINEAR. Asteroidul prezintă o orbită caracterizată de o semiaxă mare de 2,97 ua, o excentricitate de 0,03 și o înclinație de 9,9° în raport cu ecliptica.